# Ascot Gold Cup
Groupe I
L'Ascot Gold Cup est une course hippique de plat se déroulant au mois de juin sur l'hippodrome d'Ascot en Angleterre, durant le meeting royal.
C'est une course de groupe I, créée en 1807, réservée aux poulains et pouliches de 3 ans et plus, disputée sur environ 4 000 mètres (2 miles et 4 furlongs) et dotée de £ 600 000. Il s'agit de la plus prestigieuse course de longue distance dans le monde. 

## Palmarès
| Année | Vainqueur          | S/A | Pays        | Père              | Jockey            | Entraîneur          | Propriétaire                  | Deuxième           | Troisième         | Temps   |
| ----- | ------------------ | --- | ----------- | ----------------- | ----------------- | ------------------- | ----------------------------- | ------------------ | ----------------- | ------- |
| 2025  | Trawlerman         | H.7 | Royaume-Uni | Golden Horn       | William Buick     | John & Thady Gosden | Écurie Godolphin              | Illinois           | Dubai Future      | 4'15"02 |
| 2024  | Kyprios            | M.6 | Irlande     | Galileo           | Ryan Moore        | Aidan O'Brien       | Moyglare Stud Farm & Coolmore | Trawlerman         | Sweet William     | 4'18"06 |
| 2023  | Courage Mon Ami    | M.4 | Royaume-Uni | Frankel           | Lanfranco Dettori | John & Thady Gosden | Wathnan Racing                | Coltrane           | Subjectivist      | 4'20"97 |
| 2022  | Kyprios            | M.4 | Irlande     | Galileo           | Ryan Moore        | Aidan O'Brien       | Moyglare Stud Farm & Coolmore | Mojo Star          | Stradivarius      | 4'26"52 |
| 2021  | Subjectivist       | M.4 | Royaume-Uni | Teofilo           | Joe Fanning       | Mark Johnston       | Dr J. Walker                  | Princess Zoe       | Spanish Mission   | 4'20"28 |
| 2020  | Stradivarius       | M.6 | Royaume-Uni | Sea The Stars     | Frankie Dettori   | John Gosden         | Björn Nielsen                 | Nayef Road         | Cross Counter     | 4'32"60 |
| 2019  | Stradivarius       | M.5 | Royaume-Uni | Sea The Stars     | Frankie Dettori   | John Gosden         | Björn Nielsen                 | Dee Ex Bee         | Master of Reality | 4'30"83 |
| 2018  | Stradivarius       | M.4 | Royaume-Uni | Sea The Stars     | Frankie Dettori   | John Gosden         | Björn Nielsen                 | Vazirabad          | Torcedor          | 4'21"08 |
| 2017  | Big Orange         | H.6 | Royaume-Uni | Duke of Marmalade | James Doyle       | Michael Bell        | Bill Gredley                  | Order of St George | Harbour Law       | 4'22"40 |
| 2016  | Order of St George | M.4 | Irlande     | Galileo           | Ryan Moore        | Aidan O'Brien       | Coolmore                      | Mizzou             | Sheikhzayedroad   | 4'26"21 |
| 2015  | Trip to Paris      | H.4 | Royaume-Uni | Champs Élysées    | Graham Lee        | Edward A. Dunlop    | La Grange Partnership         | Kingfisher         | Forgotten Rules   | 4'22"61 |
| 2014  | Leading Light      | M.4 | Irlande     | Montjeu           | Joseph O'Brien    | Aidan O'Brien       | Coolmore                      | Estimate           | Missunited        | 4'21"09 |
| 2013  | Estimate           | F.4 | Royaume-Uni | Monsun            | Ryan Moore        | Sir Michael Stoute  | The Queen                     | Simenon            | Top Trip          | 4'20"51 |
| 2012  | Colour Vision      | H.4 | Royaume-Uni | Rainbow Quest     | Frankie Dettori   | Saeed bin Suroor    | Godolphin                     | Opinion Poll       | Saddlers Rock     | 4'42"05 |
| 2011  | Fame and Glory     | M.4 | Irlande     | Montjeu           | Jamie Spencer     | Aidan O'Brien       | Coolmore                      | Opinion Poll       | Brigantin         | 4'37"51 |
| 2010  | Rite of Passage    | H.6 | Irlande     | Giant's Causeway  | Pat Smullen       | Dermot Weld         | Dr. R. Lambe                  | Age of Aquarius    | Purple Moon       | 4'16"92 |
| 2009  | Yeats              | M.8 | Irlande     | Sadler's Wells    | Johnny Murtagh    | Aidan O'Brien       | Sue Magnier & Diane Nagle     | Patkai             | Geordieland       | 4'20'73 |
| 2008  | Yeats              | M.7 | Irlande     | Sadler's Wells    | Johnny Murtagh    | Aidan O'Brien       | Sue Magnier & Diane Nagle     | Geordieland        | Coastal Path      | 4'21"14 |
| 2007  | Yeats              | M.6 | Irlande     | Sadler's Wells    | Michael Kinane    | Aidan O'Brien       | Sue Magnier & Diane Nagle     | Geordieland        | Le Miracle        | 4'20"78 |
| 2006  | Yeats              | M.5 | Irlande     | Sadler's Wells    | Kieren Fallon     | Aidan O'Brien       | Sue Magnier & Diane Nagle     | Reefscape          | Distinction       | 4'20"45 |
| 2005  | Westerner          | M.6 | France      | Danehill          | Olivier Peslier   | Elie Lellouche      | Daniel Wildenstein            | Distinction        | Vinnie Roe        | 4'19"49 |
| 2004  | Papineau           | M.4 | France      | Singspiel         | Frankie Dettori   | Saeed bin Suroor    | Godolphin                     | Westerner          | Darasim           | 4'20"90 |
| 2003  | Mr Dinos           | M.4 | Royaume-Uni | Desert King       | Kieren Fallon     | Paul Cole           | Constantine Shiacolas         | Persian Punch      | Pole Star         | 4'20"15 |
| 2002  | Royal Rebel        | M.6 | Royaume-Uni | Robellino         | Johnny Murtagh    | Mark Johnston       | Peter Savill                  | Vinnie Roe         | Wareed            | 4'25"64 |
| 2001  | Royal Rebel        | M.5 | Royaume-Uni | Robellino         | Johnny Murtagh    | Mark Johnston       | Peter Savill                  | Persian Punch      | Jardines Lookout  | 4'18"92 |
| 2000  | Kayf Tara          | M.6 | Royaume-Uni | Sadler's Wells    | Michael Kinane    | Saeed bin Suroor    | Godolphin                     | Far Cry            | Compton Ace       | 4'24"53 |
| 1999  | Enzeli             | M.4 | Irlande     | Kahyasi           | Johnny Murtagh    | John Oxx            | S.A. Aga Khan                 | Invermark          | Kayf Tara         | 4'18"85 |
| 1998  | Kayf Tara          | M.4 | Royaume-Uni | Sadler's Wells    | Frankie Dettori   | Saeed bin Suroor    | Godolphin                     | Double Trigger     | Three Cheers      | 4'32"36 |
| 1997  | Celeric            | M.5 | Royaume-Uni | Mtoto             | Pat Eddery        | David Morley        | Christopher Spence            | Classic Cliche     | Election Day      | 4'26"19 |
| 1996  | Classic Cliché     | M.4 | Royaume-Uni | Salse             | Michael Kinane    | Saeed bin Suroor    | Godolphin                     | Double Trigger     | Nononito          | 4'23"20 |
| 1995  | Double Trigger     | M.4 | Royaume-Uni | Ela-Mana-Mou      | Jason Weaver      | Mark Johnston       | Ron Huggins                   | Moonax             | Admirals Well     | 4'20"25 |
| 1994  | Arcadian Heights   | M.6 | Royaume-Uni | Shirley Heights   | Michael Hills     | Geoff Wragg         | John Pearce                   | Vintage Crop       | Sonus             | 4'27"67 |
| 1993  | Drum Taps          | M.7 | Royaume-Uni | Dixieland Band    | Frankie Dettori   | Lord Huntingdon     | Yoshio Asakawa                | Assessor           | Turgeon           | 4'32"57 |
| 1992  | Drum Taps          | M.6 | Royaume-Uni | Dixieland Band    | Frankie Dettori   | Lord Huntingdon     | Yoshio Asakawa                | Arcadian Heights   | Turgeon           | 4'18"29 |
| 1991  | Indian Queen       | F.6 | Royaume-Uni | Electric          | Walter Swinburn   | Lord Huntingdon     | Sir Gordon Brunton            | Arzanni            | Warm Feeling      | 4'23"90 |
| 1990  | Ashal              | M.4 | Royaume-Uni | Touching Wood     | Richard Hills     | Tom Jones           | Hamdan Al Maktoum             | Tyrone Bridge      | Thethingaboutitis | 4'28"58 |
| 1989  | Sadeem             | M.6 | Royaume-Uni | Forli             | Willie Carson     | Guy Harwood         | Cheikh Mohammed               | Mazzacano          | Lauries Crusador  | 4'22"68 |
| 1988  | Sadeem             | M.5 | Royaume-Uni | Forli             | Greville Starkey  | Guy Harwood         | Cheikh Mohammed               | Sergeyevich        | Chauve Souris     | 4'15"67 |

## Précédents lauréats
- 1807 - Master Jackey
- 1808 - Brighton
- 1809 - Anderida
- 1810 - Loiterer
- 1811 - Jannette
- 1812 - Flash
- 1813 - Lutzen
- 1814 - Pranks
- 1815 - Aladdin
- 1816 - Anticipation
- 1817 - Sir Richard
- 1818 - Belville
- 1819 - Anticipation
- 1820 - Champignon
- 1821 - Banker
- 1822 - Sir Hildebrand
- 1823 - Marcellus
- 1824 - Bizarre
- 1825 - Bizarre
- 1826 - Château Margaux
- 1827 - Memnon
- 1828 - Bobadilla
- 1829 - Zinganee
- 1830 - Lucetta
- 1831 - Cetus
- 1832 - Camarine
- 1833 - Galata
- 1834 - Glaucus
- 1835 - Glencoe
- 1836 - Touchstone
- 1837 - Touchstone
- 1838 - Grey Momus
- 1839 - Caravan
- 1840 - St. Francis
- 1841 - Lancercost
- 1842 - Beeswing
- 1843 - Ralph
- 1844 - The Emperor
- 1845 - The Emperor
- 1846 - Alarm
- 1847 - The Hero
- 1848 - The Hero
- 1849 - Van Tromp
- 1850 - The Flying Dutchman
- 1851 - Woolwich
- 1852 - Joe Miller
- 1853 - Teddington
- 1854 - West Australian
- 1855 - Fandango
- 1856 - Winkfield
- 1857 - Skirmisher
- 1858 - Fisherman
- 1859 - Fisherman
- 1860 - Rupee
- 1861 - Thormanby
- 1862 - Asteroid
- 1863 - Buckstone
- 1864 - The Scottish Chief
- 1865 - Ely
- 1866 - Gladiateur
- 1867 - Lecturer
- 1868 - Blue Gown
- 1869 - Brigantine
- 1870 - Sabinus
- 1871 - Mortemer
- 1872 - Henry
- 1873 - Cremorne
- 1874 - Boïard
- 1875 - Doncaster
- 1876 - Apology
- 1877 - Petrarch
- 1878 - Verneuil
- 1879 - Isonomy
- 1880 - Isonomy
- 1881 - Robert the Devil
- 1882 - Foxhall
- 1883 - Tristan
- 1884 - St. Simon
- 1885 - St. Gatien
- 1886 - Althorp
- 1887 - Bird of Freedom
- 1888 - Timothy
- 1889 - Trayles
- 1890 - Gold
- 1891 - Morion
- 1892 - Buccaneer
- 1893 - Marcion
- 1894 - La Flèche
- 1895 - Isinglass
- 1896 - Love Wisely
- 1897 - Persimmon
- 1898 - Elf II
- 1899 - Cyllene
- 1900 - Merman
- 1901 - Santoi
- 1902 - William the Third
- 1903 - Maximum II
- 1904 - Throwaway
- 1905 - Zinfandel
- 1906 - Bachelor's Button
- 1907 - The White Knight
- 1908 - The White Knight
- 1909 - Bomba
- 1910 - Bayardo
- 1911 - Willonyx
- 1912 - Prince Palatine
- 1913 - Prince Palatine
- 1914 - Aleppo
- 1915-16 - pas de course
- 1917 - Gay Crusader
- 1918 - Gainsborough
- 1919 - By Jingo
- 1920 - Tangiers
- 1921 - Periosteum
- 1922 - Golden Myth
- 1923 - Happy Man
- 1924 - Massine
- 1925 - Santorb
- 1926 - Solario
- 1927 - Foxlaw
- 1928 - Invershin
- 1929 - Invershin
- 1930 - Bosworth
- 1931 - Trimdon
- 1932 - Trimdon
- 1933 - Foxhunter
- 1934 - Felicitation
- 1935 - Tiberius
- 1936 - Quashed
- 1937 - Precipitation
- 1938 - Flares
- 1939 - Flyon
- 1940 - pas de course
- 1941 - Finnis
- 1942 - Owen Tudor
- 1943 - Ujiji
- 1944 - Umiddad
- 1945 - Ocean Swell
- 1946 - Caracalla
- 1947 - Souverain
- 1948 - Arbar
- 1949 - Alycidon
- 1950 - Supertello
- 1951 - Pan II
- 1952 - Aquino II
- 1953 - Souepi
- 1954 - Elpenor
- 1955 - Botticelli
- 1956 - Macip
- 1957 - Zarathustra
- 1958 - Gladness
- 1959 - Wallaby
- 1960 - Sheshoon
- 1961 - Pandofell
- 1962 - Balto
- 1963 - Twilight Alley
- 1964 - pas de course
- 1965 - Fighting Charlie
- 1966 - Fighting Charlie
- 1967 - Parbury
- 1968 - Pardallo II
- 1969 - Levmoss
- 1970 - Precipice Wood
- 1971 - Random Shot
- 1972 - Erimo Hawk
- 1973 - Lassalle
- 1974 - Ragstone
- 1975 - Sagaro
- 1976 - Sagaro
- 1977 - Sagaro
- 1978 - Shangamuzo
- 1979 - Le Moss
- 1980 - Le Moss
- 1981 - Ardross
- 1982 - Ardross
- 1983 - Little Wolf
- 1984 - Gildoran
- 1985 - Gildoran
- 1986 - Longboat
- 1987 - Paean